# الزور (صرواح)

تعديل مصدري - تعديل

الزور هي إحدى قرى عزلة اراك بمديرية صرواح التابعة لمحافظة مأرب، بلغ تعداد سكانها 1659 نسمة حسب تعداد اليمن لعام 2004.